# Johann Heinrich Christian Behrmann
Johann Heinrich Christian Behrmann, auch Johannes Behrmann (* 10. Oktober 1775 in Hamburg; † 25. März 1856 ebenda) war ein Kaufmann, hanseatischer Konsul und Mitgründer und Vorstandsmitglied der Hamburger Taubstummenschule.

## Leben

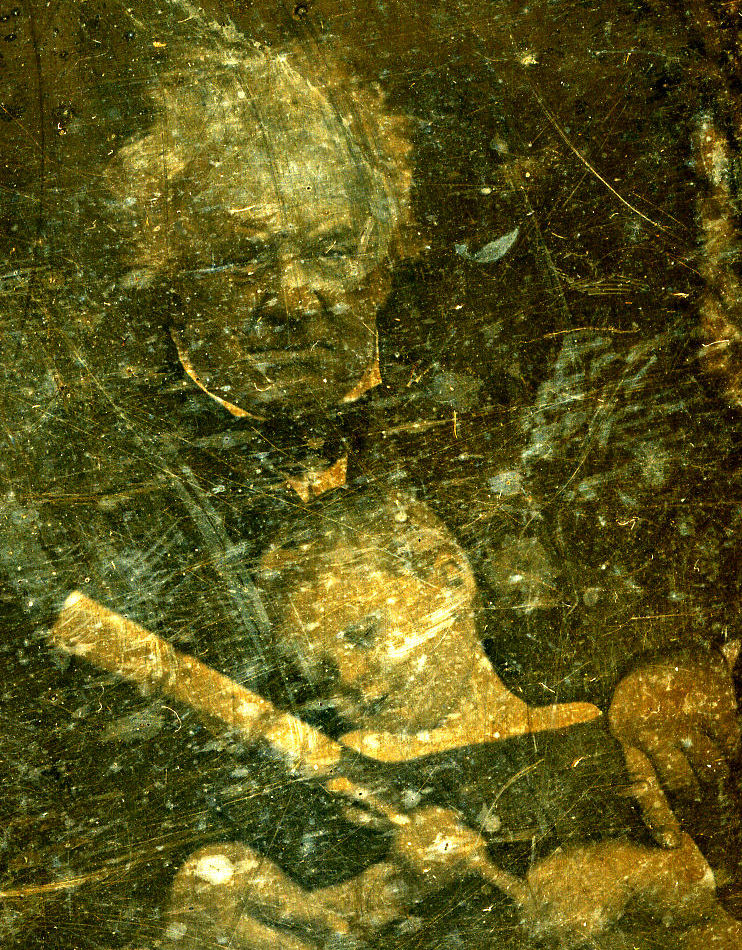
Johannes Behrmann mit seinem Großneffen Johannes Vollmer, 1847

Johann Heinrich Christian Behrmann war ein Sohn des Archidiaconus zu St. Petri Rudolph Gerhard Behrmann und dessen Frau Antoinette Catharina geb. Schade. Nach Besuch des Johanneums und privater Vorbereitung auf eine kaufmännische Laufbahn trat er diese 1790 in Málaga in Assoziation mit einem Handlungshause im Spanienhandel an. Er blieb dort mit einjähriger Unterbrechung bis 1808. Von 1808 bis 1813 war er als hanseatischer Konsul für Málaga akkreditiert. Ein Aufenthalt in London 1809 und verschiedene Handlungsverbindungen folgten. 1814 gründete er in Hamburg die Firma ‘Behrmann u. Co.’; 1826 zog er sich aus den Handlungsgeschäften zurück.
Behrmann hatte 1822 in Paris die dortige Taubstummenanstalt kennen gelernt und war dadurch angeregt, eine solche auch in Hamburg zu errichten. Seit 1826 im Ruhestand und vermögend unterstützte er „mit Begeisterung“ den 20 Jahre jüngeren Arzt und Botaniker Heinrich Wilhelm Buek in dessen Bestreben gehörlose Kinder auszubilden. Buek hatte bereits als junger Arzt in Hamburg von 1821 bis 1823 eine kleine Privatschule für gehörlose Kinder eingerichtet und unterrichtete dort täglich. Buek und Behrmann warben in ihrem Freundeskreis um Unterstützung, ein „Verein zwecks Gründung einer Taubstummenanstalt“ tagte im Januar 1827, aus dessen Mitte nebst den Gründern Buek und Behrmann der Hauptpastor an St. Michaelis, Senior Rambach und der Apotheker Christoph Christian Ulrich Noodt in den Vorstand zur Errichtung und späteren Leitung der Anstalt gewählt wurden. Am 28. Mai 1827 wurde die „Taubstummenanstalt für Hamburg und das Hamburger Gebiet“ eröffnet. Die ehrenamtliche Direktion wurde Behrmann übertragen. Er schrieb die Jahresberichte, führte die Korrespondenzen und übernahm ab 1836 eine eigene Klasse. Als für die Anstalt 1829 in der Vorstadt St. Georg ein großes Grundstück nahe der Alster gekauft werden konnte, wohnte Behrmann auf dem Anstaltsgelände um „seiner Anstalt“ nahe zu sein. 1834 reiste er nach England, um einen Informationsaustausch zwischen den Anstalten einzuleiten. Gegenbesuche auswärtigen Taubstummenlehrer erfolgten 1844.
Behrmann blieb bis zu seinem Tode 1856 Vorstandsmitglied und Anstaltsdirektor; Buek zog sich aus Altersgründen 1877, zwei Jahre vor seinem Tode, aus dem Vorstand zurück.

## Schriften
- Einige Worte über die Verhältnisse der Vorstadt St. Georg und ihrer Bewohner zur Stadt. Hamburg 1816 (Digitalisat)